# Sainte-Anne-des-Plaines

Sainte-Anne-des-Plaines é uma cidade do Canadá, província de Quebec. Sua área é de 92,79 km quadrados, e sua população, de 12 908 habitantes (do censo nacional de 2001).